# The Poison
The Poison este primul album de debut al formației britanice de muzică metal, Bullet For My Valentine, lansat pe 3 octombrie 2005, după schimbarea de nume a trupei Jeff Killed John în Bullet For My Valentine.